# دنیل سارمینتو ملیان
دنیل سارمینتو ملیان (اسپانیایی: Daniel Sarmiento Melián‎؛ زادهٔ ۲۵ اوت ۱۹۸۳) بازیکن هندبال اهل اسپانیا است.
از باشگاه‌هایی که در آن بازی کرده‌است می‌توان به باشگاه هندبال بارسلونا اشاره کرد.